# اورئو اگاوا
اورئو اگاوا (انگلیسی: Ureo Egawa; ۷ مهٔ ۱۹۰۲ – ۲۰ مهٔ ۱۹۷۰) بازیگر اهل ژاپن بود.
از فیلم‌ها یا برنامه‌های تلویزیونی که وی در آن نقش داشته‌است می‌توان به جفتک زنی در ژاپن، زن اهل توکیو اشاره کرد.